# Вагиз
Вагиз (араб.فاغيز) — арабское имя.
В переводе с арабского языка Вагиз имеет значения «наставник; проповедник морали, увещатель, агитатор; рассказчик».

## Известные носители
- Галиулин, Вагиз Искандарович — узбекский и российский футболист, полузащитник клуба «Рубина» и сборной Узбекистана. По национальности татарин.
- Хидиятуллин, Вагиз Назирович — советский и российский футболист, защитник и полузащитник. Этнический татарин. Президент профсоюза футболистов и тренеров России (с 1995).